# Morimus inaequalis
Morimus inaequalis är en skalbaggsart som beskrevs av Waterhouse 1881. Morimus inaequalis ingår i släktet Morimus och familjen långhorningar. Inga underarter finns listade i Catalogue of Life.